# Central Elétrica de Silahtarağa

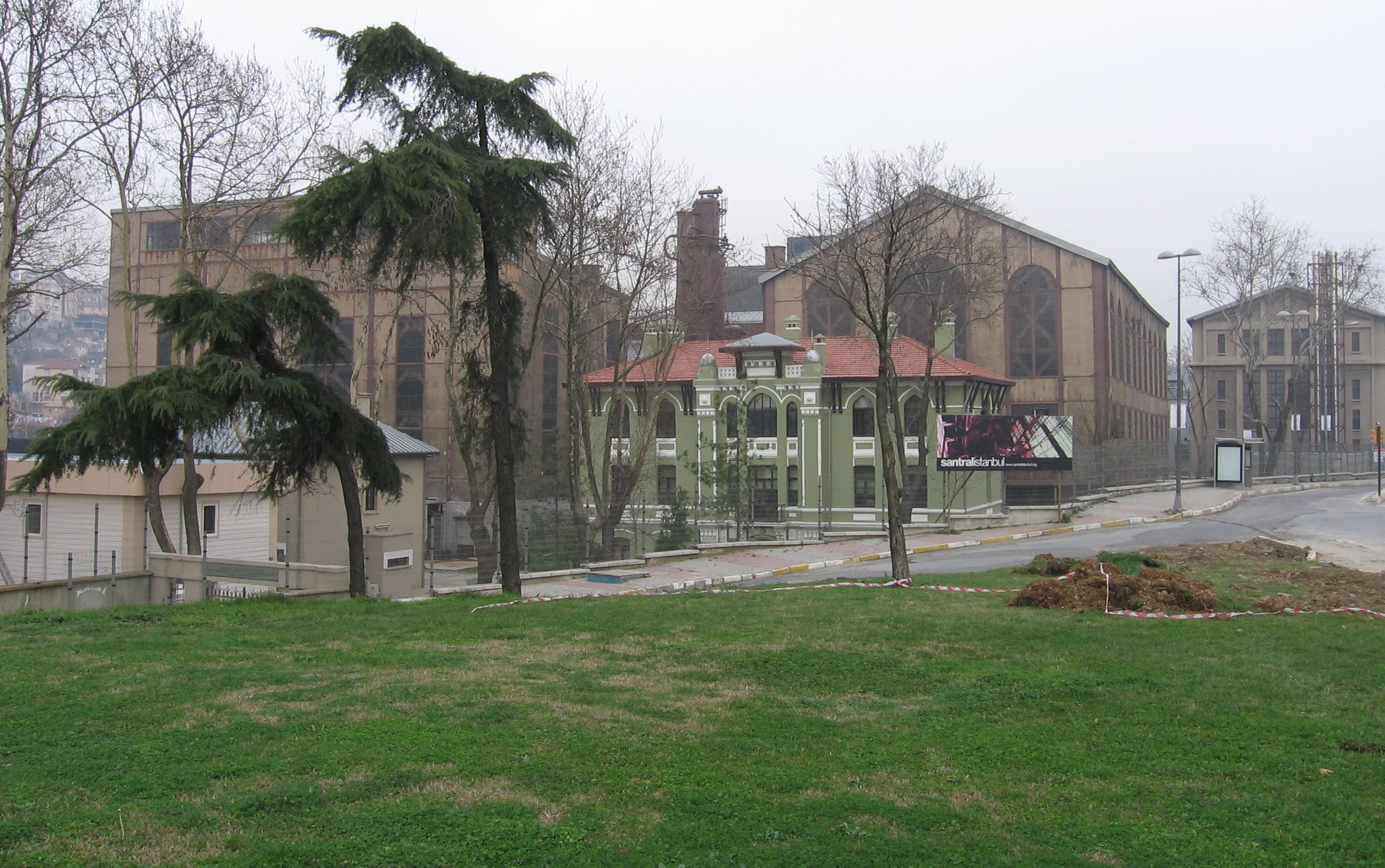
Exterior da Central Elétrica de Silahtarağa

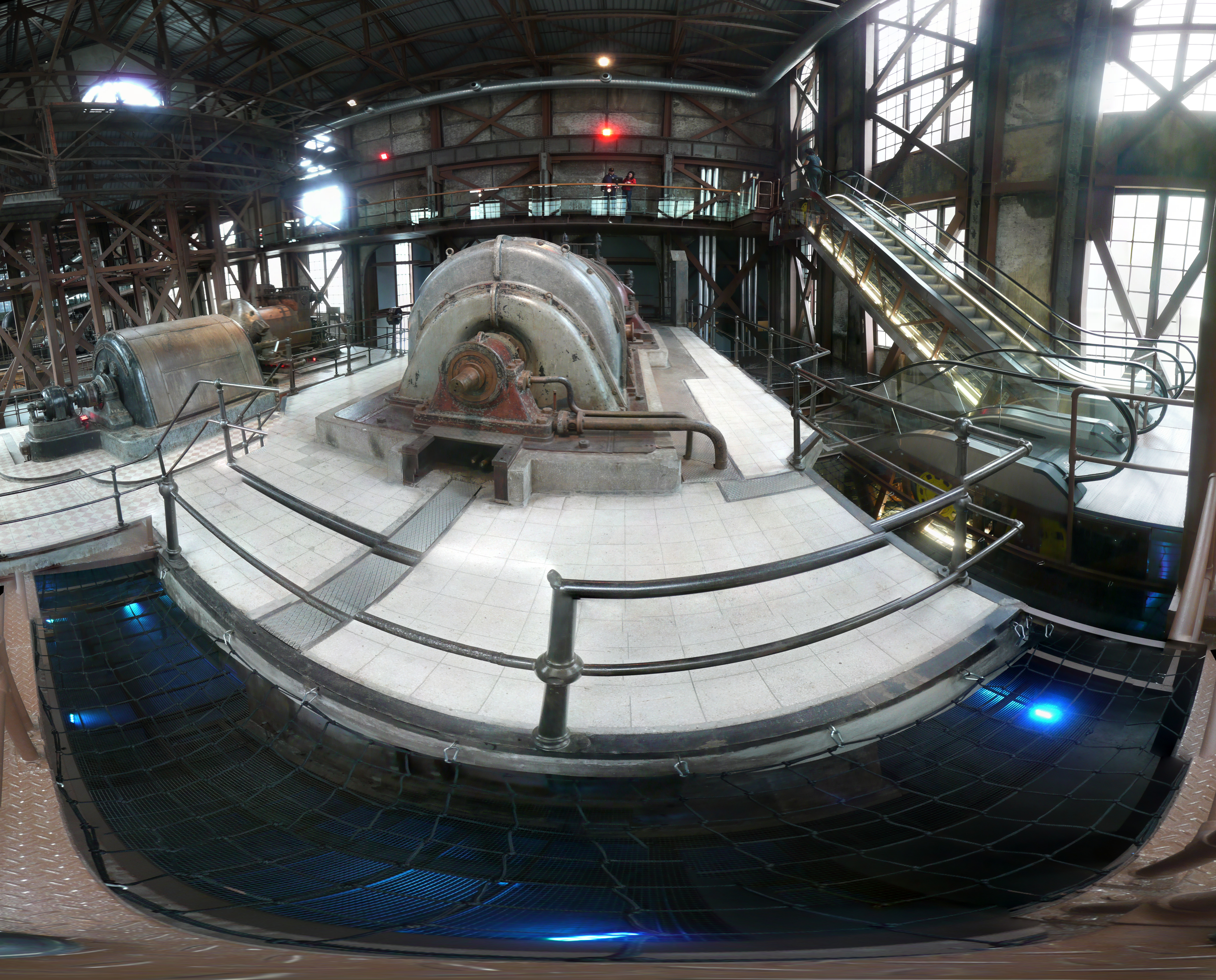
Interior da central, atualmente parte do Museu de Energia de SantralIstanbul

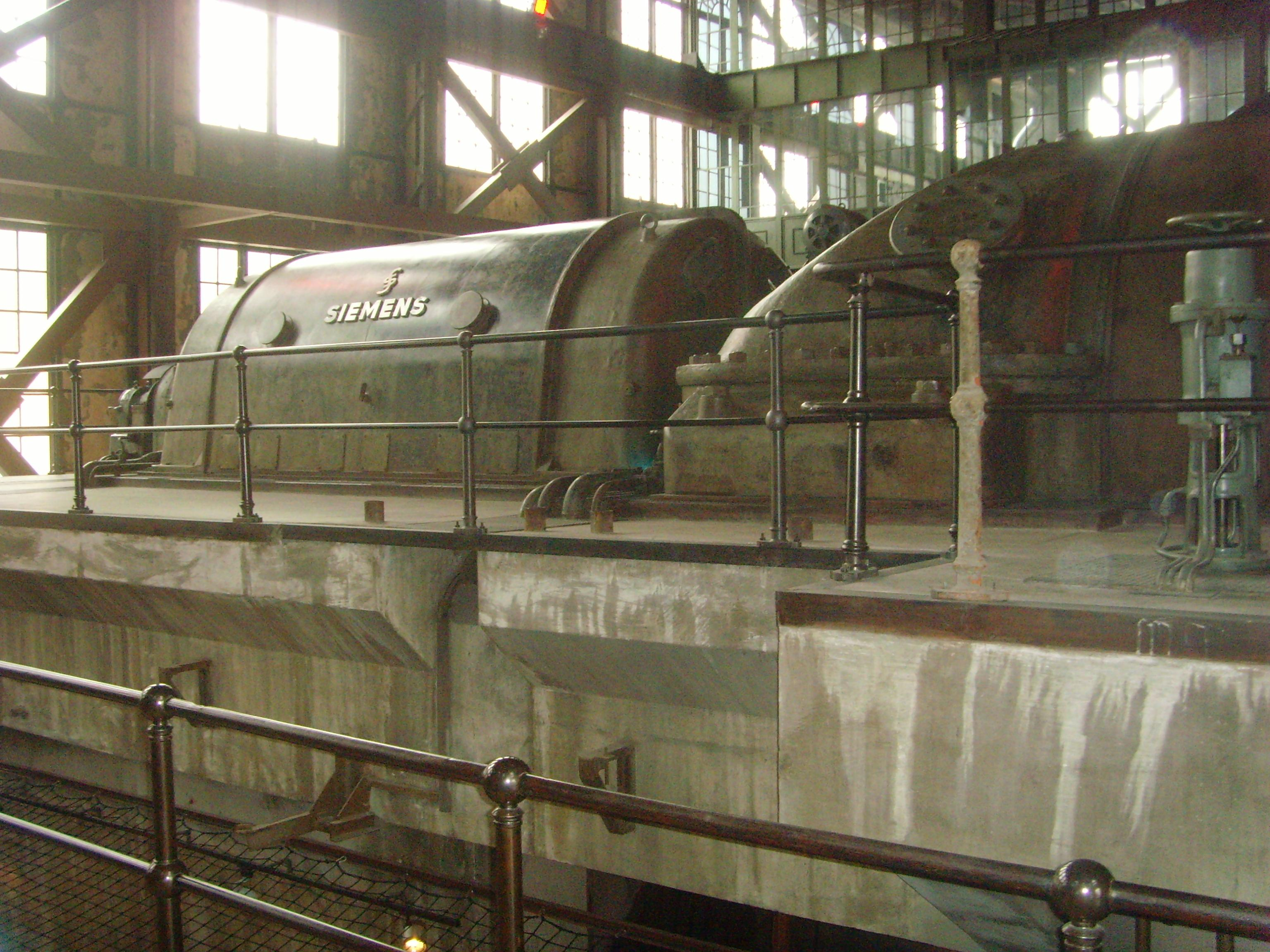
Um dos velhos geradores

A Central Elétrica de Silahtarağa (em turco: Silahtarağa Elektrik Santrali ou Silahtarağa Santral) foi uma central térmica a carvão localizada em Istambul, Turquia. Foi a primeira central elétrica do Império Otomano (à parte duma pequena central hidroelétrica) e esteve em funcionamento entre 1914 e 1983, tendo sido convertido posteriormente num complexo cultural e universitário — o SantralIstanbul — que inclui um campus da Universidade Istambul Bilgi, dois museus e outras estruturas, o qual foi inaugurado em 2007.
O nome Silahtarağa ou Silahtar Ağa (Guardião da Espada) deve-se ao facto do local onde a central se encontra ter pertencido a um alto oficial otomano que estava encarregue de carregar a espada do sultão e cuidava das suas armas pessoais e armadura.

## História
Não contando com uma pequena central hidroelétrica construída em 1902 nos arredores de Tarso, no sul da Anatólia, a Central Elétrica de Silahtarağa foi a primeira central elétrica do Império Otomano. A companhia austro-húngara de gás e eletricidade Ganz sediada em Budapeste foi contratada para construir a central. Em 1910 a Ganz criou a Companhia Elétrica Otomana em cooperação com dois bancos belgas: o Banque de Bruxelles e o Banque Generale de Credit Hangrois. A companhia obteve uma concessão com a duração de 50 anos e construíu a central no distrito de Eyüp, à beira do estuário do Corno de Ouro.
A central entrou ao serviço em 11 de fevereiro de 1914, começando por fornecer eletricidade à rede de elétricos e pouco depois ao palácio do sultão. A companhia de capitais estrangeiros foi nacionalizada em 1937 e a sua posse foi entregue ao município de Istambul em 1938, tendo a gestão ficado a cargo da "Companhia de Elétricos e Tünel de Istambul" (Istanbul Elektrik Tramvay ve Tünel , IETT). Silahtarağa foi a única central elétrica de Istambul até à década de 1950. Em 1952 a central foi ligada à recém criada rede nacional de distribuição elétrica turca. Em 1962 passou a ser operada pela Etibank e em 1970 o controlo passou para a "Companhia Elétrica Turca" (Türkiye Elektrik Kurumu, TEK).
Inicialmente a central tinha três geradores de 6 MW. A capacidade foi depois aumentada para 80 MW. Em 13 de março de 1983 a central foi encerrada porque a sua operação já não era rentável e era muito poluente a ponto de ninguém querer viver nas suas vizinhanças, que tradicionalmente era constituída por quintas que forneciam leite e lacticínios à cidade. Durante 20 anos ficaria praticamente ao abandono. Em 1991 foi classificada como "objeto de cultural e natural de Istambul", o que lhe conferiu proteção especial.
Após alguma controvérsia, o espaço da central foi concedido pelo governo turco à Universidade Istambul Bilgi a 1 de maio de 2004, abrindo caminho à concretização do projeto idealizado pelo fundador daquela universidade, o jovem empresário Oğuz Özerden, de ali criar um centro cultural e universitário. O complexo SantralIstanbul foi aberto preliminarmente em 17 de julho de 2007 com três exposições estrangeiras e em 8 de setembro de 2007 foi oficialmente inaugurado.